# Cynorta zonata
Cynorta zonata is een hooiwagen uit de familie Cosmetidae.